# Los Angeles Rams 1994
La stagione 1993 dei Los Angeles Rams è stata la 57ª della franchigia nella National Football League e la 49ª e ultima della loro prima permanenza a Los Angeles. Dopo quasi cinquant'anni, la proprietaria Georgia Frontiere annunciò che la squadra si sarebbe trasferita a St. Louis, Missouri, il 15 gennaio 1995. Inizialmente gli altri proprietari rifiutarono di dare il loro benestare, ma alla fine la franchigia lasciò la California fino al 2016. Sul campo la squadra continuò la sua serie di annate negative, mancando i playoff per il quinto anno consecutivo.

## Roster
| Roster dei Los Angeles Rams nel 1994 |
| --- |
| Quarterback - 8 Tommy Maddox - 13 Chris Miller - 17 Chris Chandler Running Back - 28 Johnny Bailey - 30 Howard Griffith FB - 36 Jerome Bettis - 38 David Lang KR - 34 Tim Lester Wide Receiver - 80 Isaac Bruce - 81 Todd Kinchen - 82 Jermaine Ross - 83 Flipper Anderson - 86 Jessie Hester - 88 Chris Brantley - 89 Richard Buchanan Tight End - 48 Rickey Brady - 84 Troy Drayton - 87 Ron Middleton Offensive Linemen - 51 Blair Bush C - 61 Bern Brostek C - 64 Keith Loneker OG - 66 Tom Newberry OG - 68 Brad Fichtel C - 70 Wayne Gandy OT - 71 Chuck Belin OG - 72 Clarence Jones OT - 77 Darryl Ashmore OG - 78 Jackie Slater OT - 79 Leo Goeas OG Defensive Linemen - 60 Fred Stokes DE - 75 D'Marco Farr DT - 76 Robert Young DE - 90 Sean Gilbert DT - 92 David Rocker DT - 95 Brad Ottis DE - 97 Gerald Robinson DE - 98 Jimmie Jones DE Linebacker - 52 Joe Kelly LLB - 53 Chris Martin - 54 Brett Collins - 56 Shane Conlan MLB - 57 Thomas Homco - 58 Roman Phifer RLB - 59 Henry Rolling Defensive Back - 20 Darryl Henley LCB - 22 Marquez Pope SS - 24 Wymon Henderson - 26 Anthony Newman FS - 28 Robert Bailey - 29 Dexter Davis - 31 Steve Israel - 32 Toby Wright - 35 Keith Lyle - 41 Todd Lyght RCB Special Team - 5 Sean Landeta P - 10 Tony Zendejas |
| Legenda - I rookie sono in corsivo. - Il primo ruolo è il principale mentre gli eventuali successivi indicano i ruoli secondari. - (IR) sta per Injured Reserve ed indica la lista ristretta per un solo giocatore infortunato che può tornare ad allenarsi dopo la settimana 6 e a rientrare in prima squadra dopo che questa ha giocato 8 partite. - (NF-Inj.) / (NF-Ill.) stanno rispettivamente per Non-Football Injured e Non-Football Illness ed indicano le liste dove viene inserito un giocatore che ha un infortunio o una malattia non dipendente dal football americano. - (PUP) sta per Physically Unable to Perform ed indica la lista dove viene inserito un giocatore mentre è in attesa di recuperare la condizione fisica. Nella stagione regolare dopo la sesta partita giocata dalla propria squadra, il giocatore ha tempo tre settimane per riprendere ad allenarsi, più tre settimane aggiuntive dal suo rientro agli allenamenti per rientrare in prima squadra. |

Fonte:

## Calendario
| Stagione regolare |                    |                    |                     |                    |                    |                    |                    |                     |
| Turno             | Avversario         | Risultato          | Miglior passatore   | Miglior corridore  | Miglior ricevitore | Pubblico           | Record             | Stadio              |
| 1                 | Cardinals          | 14–12              | Beuerlein (158 yds) | Moore (65 yds)     | Clark (55 yds)     | 32,969             | 1–0                | Anaheim Stadium     |
| 2                 | @ Falcons          | 31–13              | George (287 yds)    | Bettis (102 yds)   | Anderson (154 yds) | 55,378             | 1–1                | Georgia Dome        |
| 3                 | 49ers              | 34–19              | Young (355 yds)     | Bettis (104 yds)   | Rice (147 yds)     | 56,479             | 1–2                | Anaheim Stadium     |
| 4                 | @ Chiefs           | 16–0               | Chandler (207 yds)  | Bettis (132 yds)   | Anderson (83 yds)  | 78,184             | 2–2                | Arrowhead Stadium   |
| 5                 | Falcons            | 8–5                | George (190 yds)    | Bettis (117 yds)   | Emanuel (86 yds)   | 34,599             | 2–3                | Anaheim Stadium     |
| 6                 | @ Packers          | 24–17              | Favre (222 yds)     | Bettis (65 yds)    | Anderson (73 yds)  | 58,911             | 2–4                | Lambeau Field       |
| 7                 | Giants             | 17–10              | Miller (197 yds)    | Hampton (112 yds)  | Sherrard (66 yds)  | 40,474             | 3–4                | Anaheim Stadium     |
| 8                 | @ Saints           | 37–34              | Everett (206 yds)   | Brown (86 yds)     | Walls (65 yds)     | 47,908             | 3–5                | Louisiana Superdome |
| 9                 | Settimana di pausa | Settimana di pausa | Settimana di pausa  | Settimana di pausa | Settimana di pausa | Settimana di pausa | Settimana di pausa | Settimana di pausa  |
| 10                | Broncos            | 27–21              | Elway (241 yds)     | Bettis (91 yds)    | Anderson (85 yds)  | 48,103             | 4–5                | Anaheim Stadium     |
| 11                | Raiders            | 20–17              | Hostetler (218 yds) | Williams (44 yds)  | Anderson (105 yds) | 65,208             | 4–6                | Anaheim Stadium     |
| 12                | @ 49ers            | 31–27              | Young (325 yds)     | Watters (81 yds)   | Rice (165 yds)     | 62,774             | 4–7                | Candlestick Park    |
| 13                | @ Chargers         | 31–17              | Miller (198 yds)    | Means (95 yds)     | Hester (85 yds)    | 59,579             | 4–8                | Jack Murphy Stadium |
| 14                | Saints             | 31–15              | Miller (198 yds)    | Bates (96 yds)     | Bailey (116 yds)   | 34,960             | 4–9                | Anaheim Stadium     |
| 15                | Buccaneers         | 24–14              | Erickson (231 yds)  | Rhett (119 yds)    | Wilson (176 yds)   | 34,150             | 4–10               | Tampa Stadium       |
| 16                | @ Bears            | 27–13              | Chandler (325 yds)  | Harris (92 yds)    | Anderson (69 yds)  | 56,276             | 4–11               | Soldier Field       |
| 17                | Redskins           | 24–21              | Miller (304 yds)    | Brooks (50 yds)    | Ellard (81 yds)    | 25,705             | 4–12               | Anaheim Stadium     |

## Classifiche
| NFC West                |    |    |   |      |     |     |     |
|                         | V  | S  | P | %    | PF  | PS  | STR |
| (1) San Francisco 49ers | 13 | 3  | 0 | .813 | 505 | 296 | S1  |
| New Orleans Saints      | 7  | 9  | 0 | .438 | 348 | 407 | V1  |
| Atlanta Falcons         | 7  | 9  | 0 | .438 | 317 | 385 | V1  |
| Los Angeles Rams        | 4  | 12 | 0 | .250 | 286 | 365 | S7  |